# Etienne Maillet de Fourton
Etienne Louis Maillet de Fourton (auch: Stephan Ludwig Maillet de Fourton; * in Sales im Languedoc; † 3. April 1733 in Hannover) war ein Wasserbauingenieur, Ingenieurmajor und Unternehmer.

## Leben

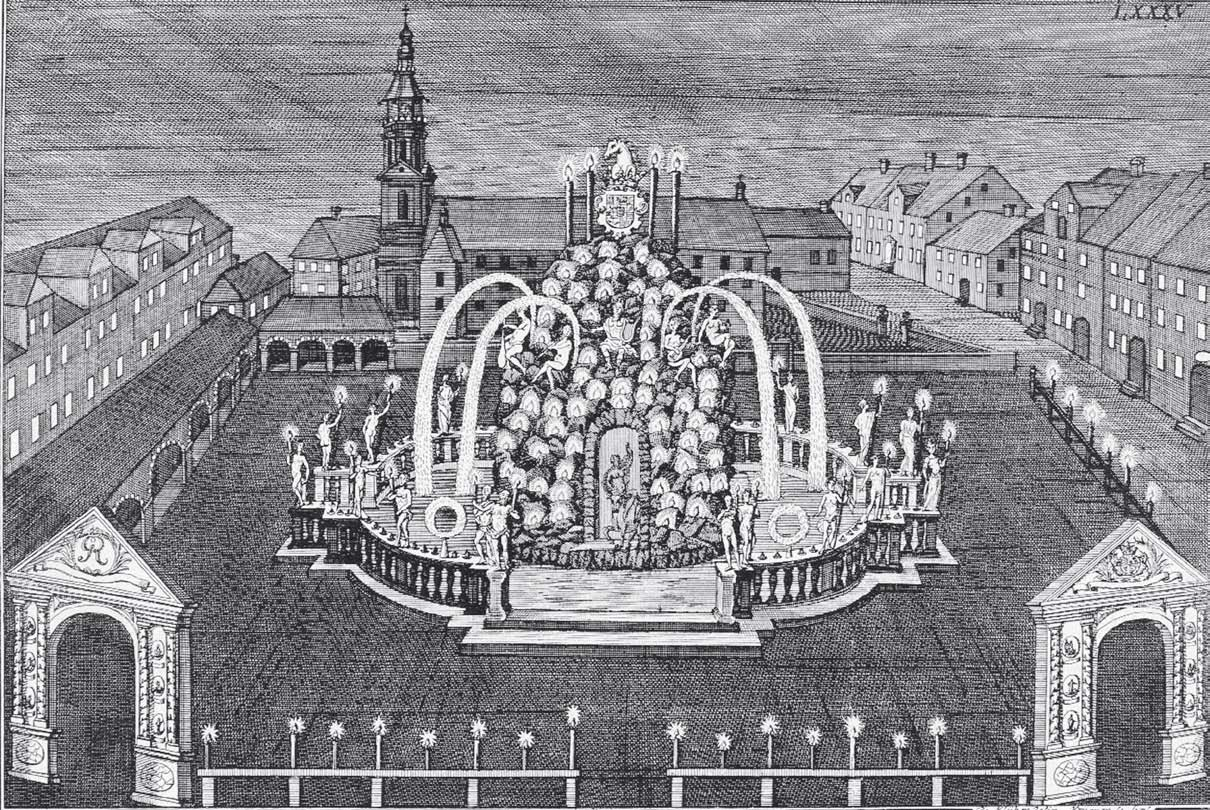
Auch den Parnass-Brunnen am Neustädter Markt konnte Maillet de Fourton mit seiner privaten Wasserkunst vom Clevertor aus betreiben;
Zeichnung und Kupferstich von Johann Anton de Klyher, 1727

### Familie
Maillet de Fourton heiratete am 16. Oktober 1709 in Hannover Maria Francisca Merat (1685–1758), die älteste Tochter des aus Brüssel stammenden Perückenmachers Johannes Merat (1656–1720) und dessen Ehefrau Cäcilia Catharina Boet.
Die älteste Tochter Maillet de Fourtons und seiner Frau hatte den Namen Caecilie Maillet de Fourton (1710–1774), sie heiratete am 31. Mai 1735 in St. Clemens in Hannover den kurfürstlich-hannoverschen und späteren königlich-britischen Hofkapellmeister Jean Baptiste Vezin (1712–1794). Deren 1742 in Hannover geborene Tochter Maria Anna Francisca Vezin heiratete am 18. September 1774 in St. Clemens in Hannover den Fontänenmeister und Wasserbauingenieur Jean Joseph La Croix (1737–1828).

### Werdegang
Seit 1699 ist Maillet de Fourton in Hannover nachweisbar. In diesem Jahr zeichnete er für 6 Thaler und 24 Mariengroschen den ersten, nicht erhaltenen Stadtplan Hannovers.
Maillet de Fourton betrieb in Hannover privat die Wasserkunst am Clevertor, die den barocken Parnass-Brunnen am Neustädter Markt speiste sowie verschiedene Gärten des Adels an der Herrenhäuser Allee sowie von 1706 bis 1731 die beiden Hochbehälter in Herrenhausen, die Marinus Cadart auf dem Sandberg nördlich des Pagenhauses angelegt hatte zwecks Betriebs der Wasserspiele des Großen Gartens.
Zuvor hatte ab 1690 Johann Friedrich de Münter und ab 1696 auch Gottfried Wilhelm Leibniz Pläne für ein Schöpfrad an der Leine entwickelt, ebenfalls um die Wasserspiele in Herrenhausen anzutreiben. Auch anderweitig hatte Leibniz Kenntnis von Maillet de Fourton: In einem – in französischer Sprache – verfassten Brief von Giuseppe Guidi von etwa Mitte Juli 1704 an Leibniz, heute Teil des UNESCO-Weltdokumentenerbes, informierte Guido den Universalgelehrten über ein Schreiben des Generalleutnants Buleau an „[...] S. A. E. l'Ingeneur Maillet“ sowie an den Generalleutnant Sommerfeldt; beide Adressaten hielten sich zu der Zeit in Herrenhausen auf. Zudem kritisierte Leibniz 1706 den Vorschlag Maillets, auf welche Art dieser sowohl die Neustadt als auch das „Springwerk“ zu Herrenhausen mit Wasser aus der Leine versorgen wollte.
Am 7. Juni 1708 gingen bei der kurfürstlichen Kammer Beschwerden darüber ein, dass Maillet de Fourton nicht allein die ihm zugewiesenen Röhren für seine Wasserkunst verwende, sondern auch andere Röhren, metallene Büchsen, Bleiröhren, Messinghähne etc., die er, wo er sie fände, sich widerrechtlich aneigne.
Unter den Hannoveraner Katholiken waren in den 1710er Jahren „Streitigkeiten aller Art ausgebrochen, weil der Bischof viele Verordnungen aufheben wollte.“ Agostino Steffani (der Titularbischof von Spiga) gibt als Urheber aller Kabalen unter anderem Maillet de Fourton an, den er „dieses Gesindels Rädelsführer“ nennt. Dieser hätte zusammen mit den anderen „mit den Jesuiten schmarotzt“. Außerdem hätte Maillet de Fourton mit dem Italiener Dona eine Wachsfabrik angelegt, beide hätten kein Kapital, deshalb habe ersterer die Baukasse für die Errichtung der St. Clemens Kirche führen wollen.
Am 14. Juni 1730 klagten der Hofmaurermeister Sebastiano Crotogino, der Hofzimmermeister Joseph Schedler und der Maler Conrad Eberhard Holwein vor dem Gräflich Platenschen Gericht in Linden gegen Maillet de Fourton. Durch seine „Wasser Machine“ in der Leine sei ein von den drei Klägern als Garten genutztes Grundstück geschädigt worden.
Maillet de Fourton verstarb am 3. April 1733 an Altersschwäche und einem Schlaganfall. Die Beisetzung erfolgte am 6. April 1733.